# Portoryko na Zimowych Igrzyskach Olimpijskich 2002
Portoryko na Zimowych Igrzyskach Olimpijskich 2002 reprezentowało 2 zawodników. Był to szósty start Portoryko na zimowych igrzyskach olimpijskich.

## Wyniki reprezentantów Portoryko

### Bobsleje
Mężczyźni
- Michael Gonzales
Manuel Repollet

Dwójki - DNS